# 索羅卡要塞
索羅卡要塞（羅馬尼亞語：Cetatea Soroca）是摩爾多瓦共和國的一座歷史要塞，位於索羅卡。該要塞起源於中世紀時期熱那亞人在這裡修建的貿易據點。在大土耳其戰爭期間，這座要塞曾發揮重要作用。現在索羅卡要塞則是一個觀光景點。

## 外部連結

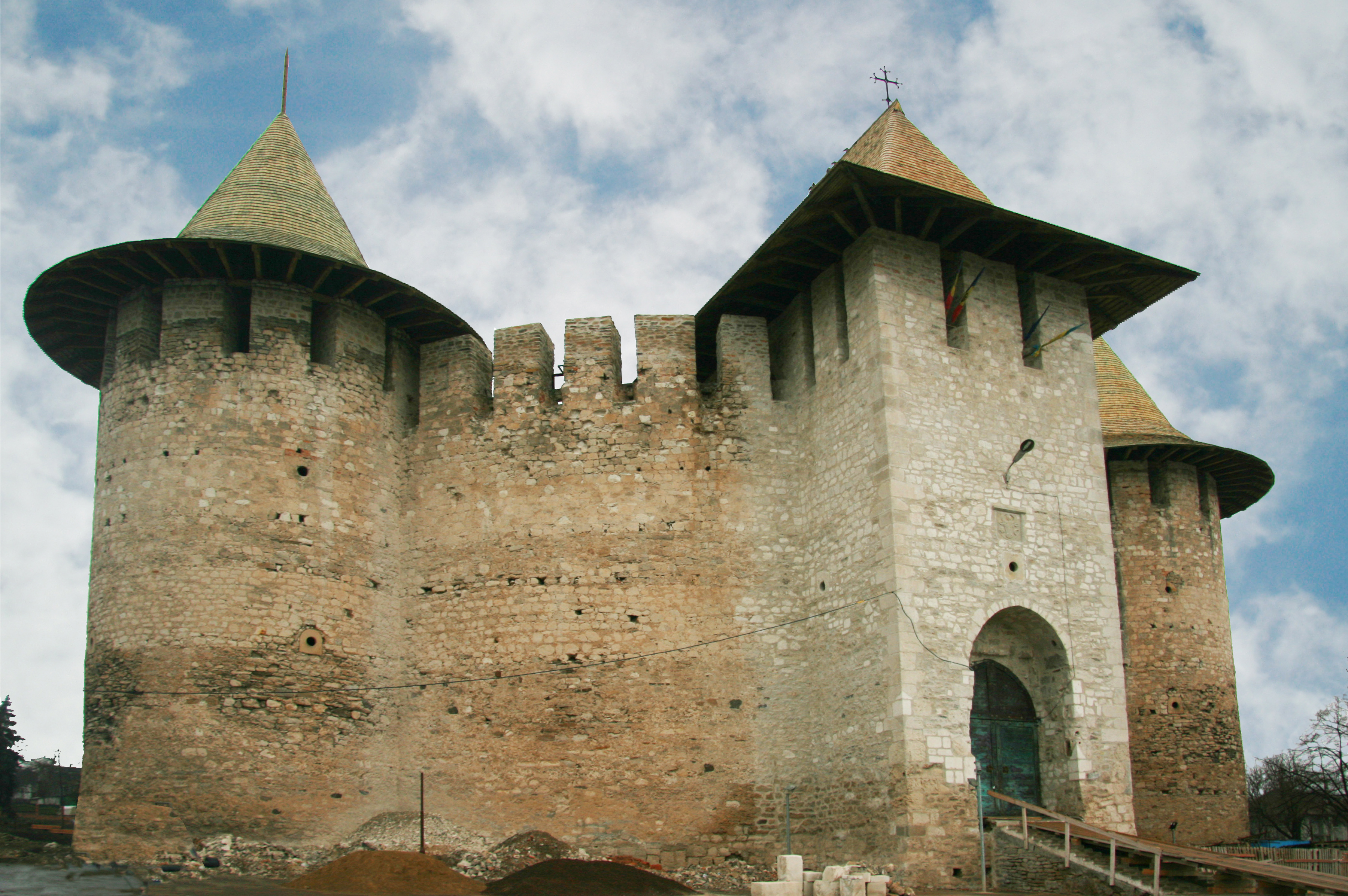
索羅卡要塞

- Molddata.md: Cetatea Soroca （罗马尼亚文）
- SOROCA FORTRESS （罗马尼亚文）
- Сорокская крепость （俄文）
- Cetatea Soroca （罗马尼亚文）